# Ód
« Odr » redirige ici. Pour les autres significations, voir ODR.

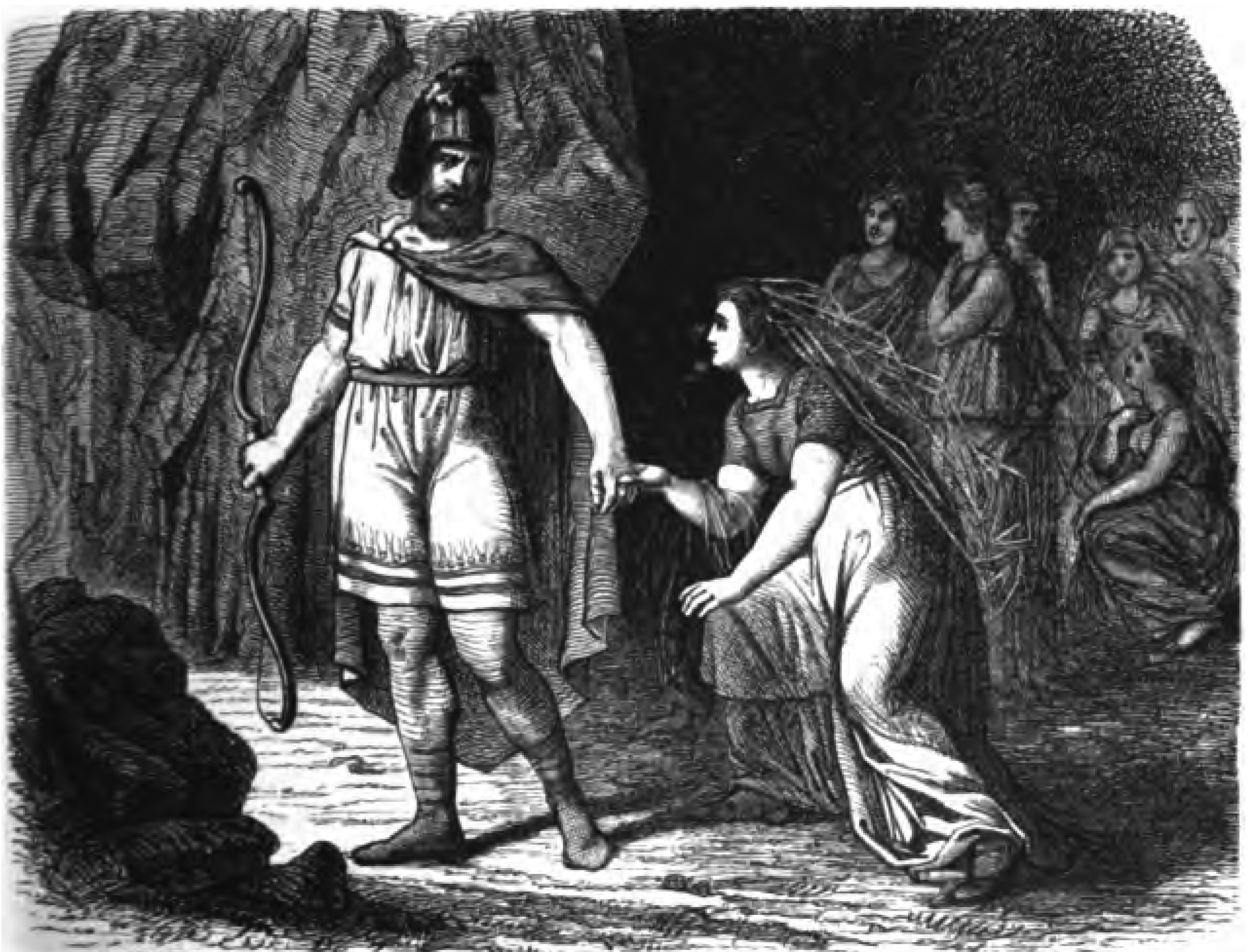
Ód pleuré par sa femme Freyja.

Dans la mythologie nordique, Ód (Óðr ou Óð en vieux norrois) est l’époux de la déesse Freyja. Immédiatement après leur mariage, Ód partit en voyage vers des contrées lointaines et inhospitalières. À peine était-il parti que les dieux le considérèrent comme étant mort. Profondément attristée, Freyja pleura des larmes d'or (qui une fois tombées à l'eau devenaient de l'ambre) et parcourut le monde à sa recherche.

## Mentions
Ód fait l’objet de quelques courtes mentions dans plusieurs passages de l’ancienne Edda : à la strophe 25 de la Völuspá, un kenning nomme la déesse Freyja « femme d’Ód ». À la strophe 47 du Hyndluljóð, la völva Hyndla fait remarquer à Freyja qu’elle va voir Ód, « toujours pleine de désir ». Il est mentionné plus longuement dans la Jeune Edda : au chapitre 34 de la Gylfaginning, Snorri explique qu’Ód est l’époux de Freyja et qu’elle le pleure souvent, parce qu’il a l’habitude de la quitter pour de longs voyages à travers le monde,.